# Нововоскресеновский сельсовет
Нововоскресе́новский сельсове́т — муниципальное образование (сельское поселение) в составе Шимановского района Амурской области Российской Федерации.
Административный центр — село Нововоскресеновка.

## Географическое положение
Село Аносово располагается по левому берегу реки Ульмин в 3 км от места впадения в реку Амур.
Возле села находится исторически сложившаяся неизменность, в прошлом занятая более полноводной рекой Амур, об этом свидетельствует большое количество озёр. Их здесь больше десятка.

## История
Нововоскресеновский сельсовет образован в 1923 году. 
Законом Амурской области от 20 июня 2005 года № 12-ОЗ Нововоскресеновский сельсовет наделён статусом сельского поселения.
Село Аносово образовано в 1854 году на берегу реки Амур и названо было в честь Николая Павловича Аносова, поручика Корпуса горных инженеров, чиновник особых поручений. Он возглавлял на Дальнем Востоке Амурскую Золотопоисковую партию.

## Население
Коренным населением принято считать манегров. В наше время здесь проживают русские, украинцы и армяне, прибывшие по программе переселения.
| 2002 | 2010 | 2011 | 2012 | 2013 | 2014 | 2015 |
| ---- | ---- | ---- | ---- | ---- | ---- | ---- |
| 740  | ↘679 | ↘673 | ↘643 | ↘641 | ↗675 | ↘635 |
| 2016 | 2017 | 2018 | 2021 |      |      |      |
| ↘625 | ↘621 | ↘602 | ↗695 |      |      |      |

## Состав сельского поселения
| № | Населённый пункт  | Тип населённого пункта       | Население |
| - | ----------------- | ---------------------------- | --------- |
| 1 | Аносово           | село                         | ↘96       |
| 2 | Нововоскресеновка | село, административный центр | ↘506      |

## Отрасли хозяйства
животноводство, подсобное хозяйство.